# Matthias Paul (Politiker)
Matthias Paul (* 24. Februar 1977 in Meißen) ist ein deutscher Politiker (NPD). Im Jahr 2004 wurde er für die NPD in den Sächsischen Landtag gewählt, legte sein Mandat aber 2006 wegen des Verdachts des Besitzes von Kinderpornografie nieder.

## Karriere in der NPD
Paul trat 1994 der NPD bei und war Mitglied des NPD-Landesvorstandes, NPD-Kreisvorsitzender in Meißen und Dresden und Pressesprecher sowie stellvertretender NPD-Landesvorsitzender im Landesverband Sachsen. Neben seiner Parteiarbeit war der gelernte Stahlbetonbauer in Meissen als selbstständiger Textilhändler tätig. Dieses Gewerbe gab er mit dem Eintritt in den sächsischen Landtag auf.
Seit 2004 war er Abgeordneter und Mitglied der NPD-Fraktion im Sächsischen Landtag, deren Fraktionsvorstand er angehörte. Im Landtag war er Vorsitzender des Landtagsausschusses für Umwelt und Landwirtschaft, bis die NPD den Vorsitz in diesem Ausschuss durch die Schrumpfung um drei ihrer Mitglieder im Dezember 2005 verlor. Er war jedoch weiterhin Mitglied in diesem Ausschuss sowie Mitglied im Ausschuss für Schule und Sport.
Am 21. Januar 2005 verließ Paul mitsamt der NPD-Fraktion den sächsischen Landtag, um nicht an einer Gedenkminute für die Opfer des nationalsozialistischen Terrors teilzunehmen. Zuvor hatte die Fraktion den Antrag gestellt, eine Gedenkminute allein für die Opfer der Bombardierung Dresdens abzuhalten, dem die Landtagsverwaltung aber nicht stattgegeben hatte.

## Strafverfahren wegen des Besitzes von Kinderpornografie
2006 legte Paul sein Mandat und sämtliche Parteiämter nieder, nachdem die Staatsanwaltschaft Dresden sein Landtagsbüro und seine Privatwohnung wegen des Verdachts des Besitzes von Kinderpornografie durchsucht hatte. Für Paul rückte der Vorsitzende des Zwickauer NPD-Kreisverbandes
Peter Klose in den Landtag nach. 2009 wurde das Verfahren vor dem Amtsgericht Meißen gegen Zahlung einer Geldauflage von 1000 Euro eingestellt.